# Crengeldanz
Crengeldanz ist ein Stadtteilbezirk von Witten-Mitte, Witten, Nordrhein-Westfalen. Der Crengeldanz, so die umgangssprachliche Bezeichnung, gilt als einer der historisch bedeutsamsten Plätze Wittens. Er hatte am 31. Dezember 2015 insgesamt 3018 Einwohner. Neben dem Ort in Witten gibt es im Dortmunder Stadtteil Lütgendortmund eine Wohnlage mit der Bezeichnung Neu-Crengeldanz.

## Geschichte

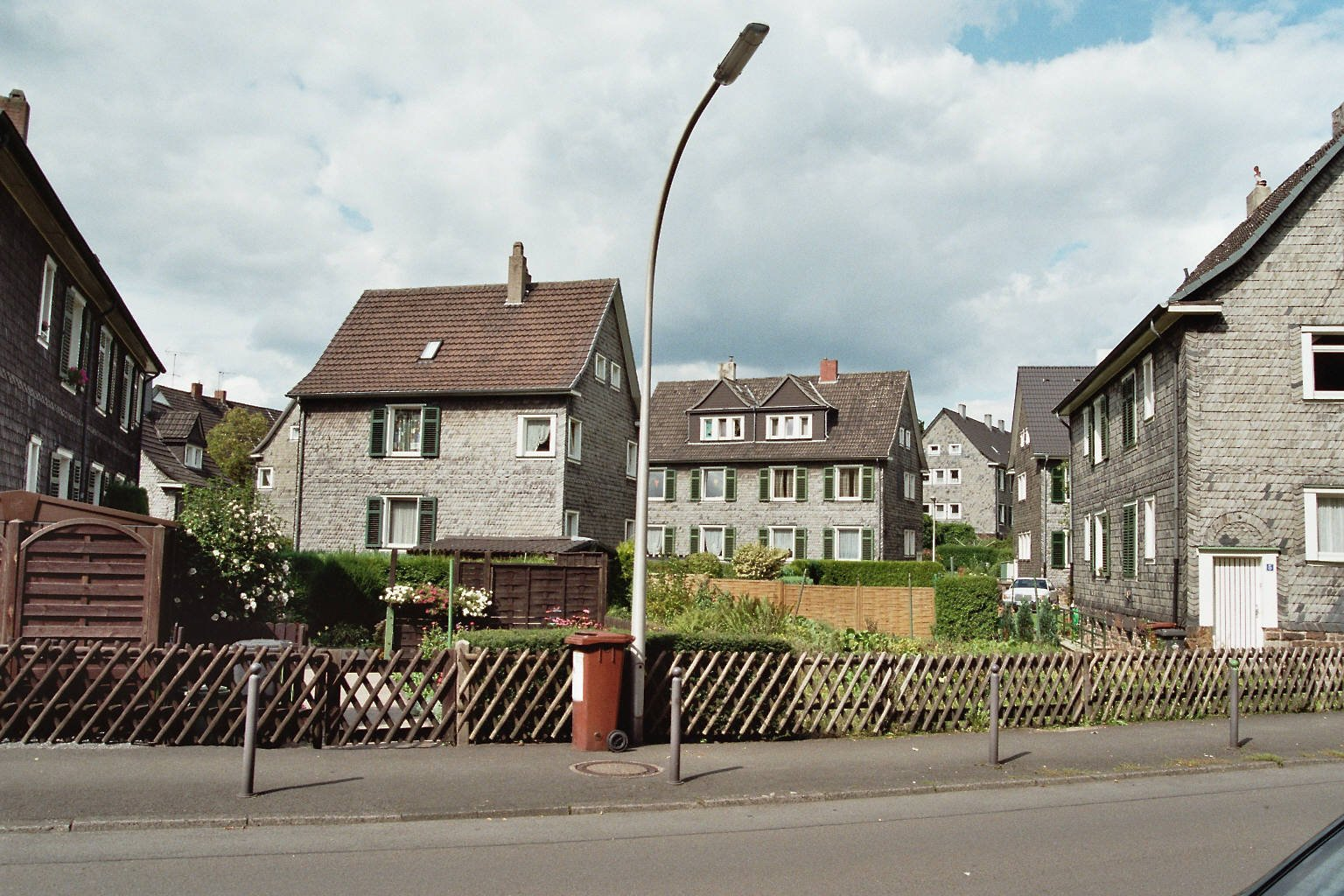
Ansicht der Gartenstadt Crengeldanz

Das genaue Alter des Crengeldanzes ist ungeklärt. Möglicherweise befand sich im Mittelalter ein Fest- oder Versammlungsplatz am Ort. Dies aber ist nur eine Theorie, die sich aus dem Namen Crengeldanz (= Rundtanz, Ringeltanz) ableitet. Bis ins 14. Jahrhundert gehörte das am Crengeldanz befindliche Anwesen Haus Crengeldanz einer Familie von Dücker, in die Hermann von Witten-Steinhausen einheiratete. Hermann von Witten-Steinhausen, der von 1374 bis 1435 lebte, begründete mit seiner Heirat das Haus Witten-Crengeldanz. Ebenso wie das Haus Witten und das Haus Witten-Steinhausen erhielt das Haus Witten-Crengeldanz die Erlaubnis, über Teile des Dorfes Witten als Gericht zu fungieren. Im Laufe der Jahrzehnte kam es zwischen den Häusern Witten, Steinhausen und Crengeldanz immer wieder zu Streitereien in Bezug auf die Einflusssphären, in zumindest einem Fall ließ ein Herr von Witten-Crengeldanz ein Mitglied eines anderen Wittener Hauses sogar ermorden.
1607 entstand ein neues Herrenhaus. Dieses Gebäude zählt zu den ältesten Gebäuden Wittens. Es ging im Jahre 1825 in den Besitz der Gebrüder Müllensiefen über, die dort eine bedeutende Glashütte erbauten. Im gleichen Jahr entstand am Crengeldanz das erste Postmeisteramt in Witten, das 1850 allerdings wieder geschlossen wurde.
Überregional gewann der Crengeldanz bereits Ende des 18. Jahrhunderts als Verkehrsknotenpunkt an Bedeutung, da hier mehrere überregional bedeutsame Wege zusammentrafen. Noch heute ist der Crengeldanz ein neuralgischer Verkehrsknotenpunkt im Hauptstraßengefüge der Stadt. Daher liegt in diesem Ortsteil auch das Wittener Busdepot der Bogestra, bis 1973 befand sich hier auch ein Straßenbahndepot.
Teile vom Crengeldanz gehörten in der zweiten Hälfte des 19. Jahrhunderts nicht mehr zu Witten, sondern zu Langendreer, die Gemeinde ließ 1856 für Crengeldanz und Krone eine Schule errichten. Seit der Gemeindereform von 1929 gehört der Crengeldanz in Gänze wieder zu Witten.

### Gebrüder Müllensiefen
Gustav Müllensiefen (* 1799 in Altena; † 26. April 1874) und Theodor Müllensiefen (* 9. September 1802 in Iserlohn; † 26. Mai 1879 in Theodorshof, Schweiz) gründeten 1825 am Crengeldanz eine Glashütte, die sich in der zweiten Hälfte des 19. Jahrhunderts zum bedeutendsten Hersteller von Tafelglas in Deutschland entwickelte. Auf eine Filiale dieser Glasfabrik geht auch die Wohnanlage Neu-Crengeldanz in Lütgendortmund zurück.
Die Glasfabrik gehörte ab 1932 zur Detag, ab 1970 zur Flachglas AG, ab 1980 zum britischen Konzern Pilkington und seit 2006 zur Nippon Sheet Glass (NSG).
Die Gebrüder Müllensiefen legten den Privatfriedhof Müllensiefen an.

### Gartenstadt Crengeldanz
1913/1914 wurde neben der Glasfabrik die Gartenstadt Crengeldanz errichtet. Die ehemalige Werkssiedlung der Westfälischen Straßenbahn gehört heute zu den bedeutendsten Siedlungen mit verschieferten Fassaden im Ruhrgebiet bzw. in Westfalen.